# Трамвай-поїзд

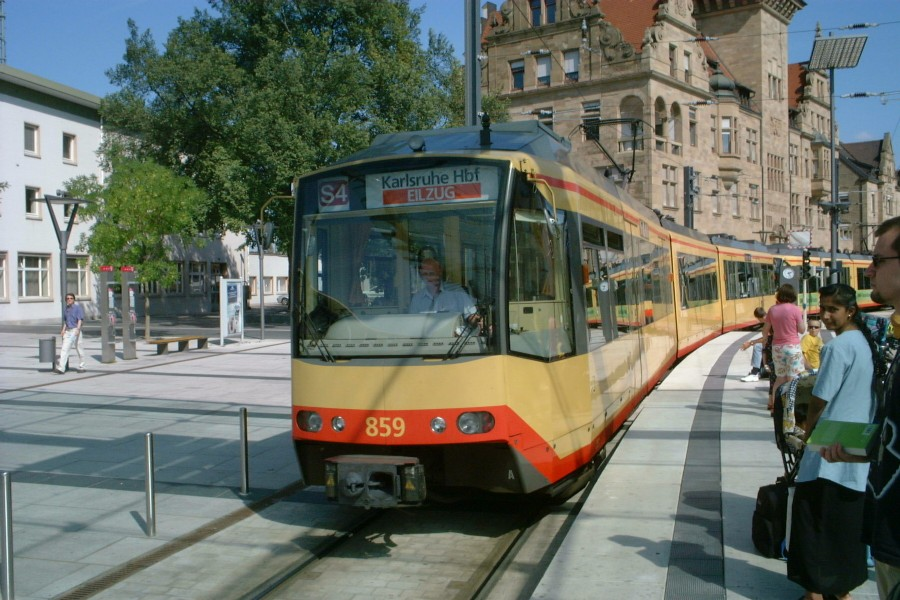
Хайльбронн (мережа Карлсруе): трамвай в місті

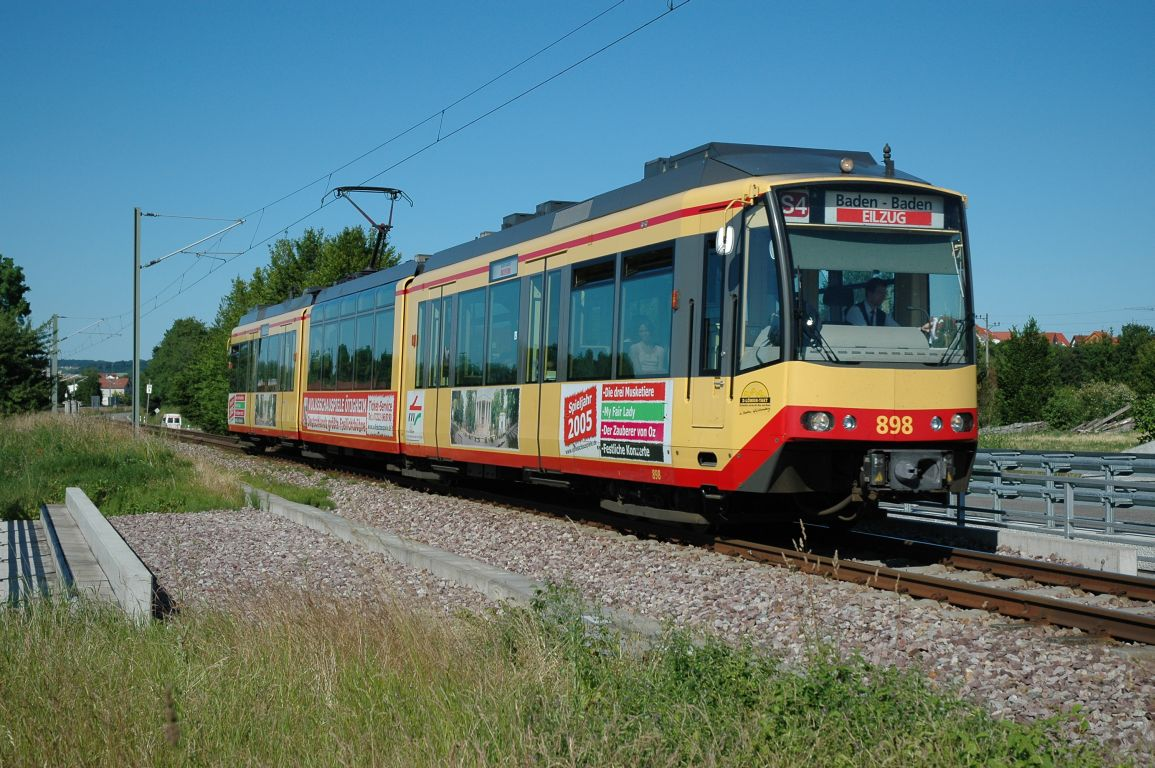
Мережа Карлсруе: трамвай на залізниці

Трамвай-поїзд — вид легкорейкової мережі громадського транспорту, де трамваї прямують колією залізниці, нарівні зі звичайними потягами. Таким чином стає можливим створення комбінованих транспортних систем, поєднуючи переваги обох видів транспорту (трамваїв і поїздів). Перша система такого типу почала діяти у 1992 році в Карлсруе (Німеччина).

## Історія
На початку XX сторіччя залізниці США нерідко використовувалися також міжміськими трамваями (Інтерурбан), але пізніше ця практика припинилася. Причина була двоїстою: з одного боку, було ухвалено нові стандарти безпеки, обмежуючи або забороняючи використання трамваїв на магістральних залізницях, з іншого боку самі міжміські трамваї поступово зникли вже в двадцятих-тридцятих роках.
Ідея використання трамваями інфраструктури залізниць відродилася наприкінці XX століття у Німеччині, в місті Карлсруе. У 1992, після підписання домовленості між міжміським транспортним підприємством і німецькими залізницями почався рух трамваїв маршрутом Карлсруе — Бреттен. Більша частина траси цієї лінії (21 км) припадає на залізницю, за якою зберігався рух звичайних вантажних і пасажирських поїздів. Прямуючі в Бреттен трамваї можуть працювати як від трамвайній контактної мережі (750 В, постійний струм), так і від залізничної (15 кВ, змінний струм з частотою 16 2/3 Гц).
Експеримент виявився успішним, пізніше рух трамваїв було відкрито і іншими залізницями в районі Карлсруе.

## Діючі мережі
- Німеччина:
  - Карлсруе — 750 В постійного струму/ 15 кВ змінного струму
  - Нордхаузен — 600 В постійного струму / є також дизельний двигун
  - Саарбрюккен
  - Кассель (2006)
  - Хемніц, Саксонія — 750 В постійного струму
  - Цвіккау — працює від дизельного двигуна (RegioSprinter, які також працюють як дизельні рейкові автобуси)
- США:
  - River Line (Нью-Джерсі) — працює від дизельного двигуна
- Франція:
  - Париж (лінія T4)
  - Ліон
- Нідерланди:
  - Гаага, Нідерланди (RandstadRail)
- Інше
  - 600 В постійного струму/ 15 кВ змінного струму
  - 600 В постійного струму / дизельний двигун

## Технічні особливості
Оскільки в усіх країнах на трамваї і залізниці використовуються різні системи електрифікації, трамваї системи «трамвай-поїзд» обладнані досить складним електричним устаткуванням, що дозволяє їм працювати на ділянках із різними системами електрифікації.
У тих системах, де трамваї ходять по неелектрифікованій залізниці, трамваї мають бортовий електрогенератор.

## Переваги й недоліки
Переваги:
- Зручність для пасажирів: можливість діставатися з одного міста до інше, минаючи пересадки на вокзалах.

Недоліки:
- Проблема з висотою платформ: сучасні трамвайні мережі використовують, як правило, низькі платформи, тоді як на залізницях використовуються високі платформи;
- За деякими аспектами комфорту трамваї поступаються звичайним поїздам: в трамваях немає туалету, менше місця для розміщення багажу.